# Fairfield Challenger
Fairfield Challenger, właśc. Northbay Healthcare Men’s Pro Championship – męski turniej tenisowy rangi ATP Challenger Tour. Rozgrywany na kortach twardych w amerykańskim Fairfield od 2015 roku.

## Mecze finałowe

### Gra pojedyncza
| Rok  | Mistrz                | Finalista      | Wynik          |
| 2022 | Michael Mmoh          | Gabriel Diallo | 6:3, 6:2       |
| 2021 | Nie rozgrywany        | Nie rozgrywany | Nie rozgrywany |
| 2020 | Nie rozgrywany        | Nie rozgrywany | Nie rozgrywany |
| 2019 | Christopher O’Connell | Steve Johnson  | 6:4, 6:4       |
| 2018 | Bjorn Fratangelo      | Alex Bolt      | 6:4, 6:3       |
| 2017 | Mackenzie McDonald    | Bradley Klahn  | 6:4, 6:2       |
| 2016 | Santiago Giraldo      | Quentin Halys  | 4:6, 6:4, 6:2  |
| 2015 | Taylor Fritz          | Dustin Brown   | 6:3, 6:4       |

### Gra podwójna
| Rok  | Mistrzowie                             | Finaliści                                   | Wynik           |
| 2022 | Julian Cash Henry Patten               | Anirudh Chandrasekar Vijay Sundar Prashanth | 6:3, 6:1        |
| 2021 | Nie rozgrywany                         | Nie rozgrywany                              | Nie rozgrywany  |
| 2020 | Nie rozgrywany                         | Nie rozgrywany                              | Nie rozgrywany  |
| 2019 | Darian King Peter Polansky             | André Göransson Sem Verbeek                 | 6:4, 3:6, 12–10 |
| 2018 | Sanchai Ratiwatana Christopher Rungkat | Harri Heliövaara Henri Laaksonen            | 6:0, 7:6(9)     |
| 2017 | Luke Bambridge David O’Hare            | Akram El Sallaly Bernardo Oliveira          | 6:4, 6:2        |
| 2016 | Brian Baker Mackenzie McDonald         | Sekou Bangoura Eric Quigley                 | 6:3, 6:4        |
| 2015 | Johan Brunström Frederik Nielsen       | Carsten Ball Dustin Brown                   | 6:3, 5:7, 10–5  |